# Miguelina Cobián
Miguelina Cobián Hechavarría, née le 19 décembre 1941 à Santiago de Cuba et morte le 1er décembre 2019, est une athlète cubaine spécialiste du sprint.

## Carrière
Miguelina Cobián prit part aux Jeux olympiques d'été de 1964 à Tokyo, terminant cinquième sur 100 m et était disqualifiée en demi-finale du 200 m.
Aux Jeux olympiques d'été de 1968 à Mexico, elle faisait partie du relais cubain sur 4 × 100 m qui remporta l'argent, la première médaille olympique de l'athlétisme féminin de Cuba. Individuellement, elle avait réussi à atteindre la finale du 100 m qu'elle termina à la dernière place. Sur 200 m, elle échouait en demi-finale.
Par ailleurs elle remporte de nombreuses médailles continentales sur la période des années 1960.

## Palmarès

### Jeux olympiques d'été
- Jeux olympiques d'été de 1964 à Tokyo ( Japon)
  - 5e sur 100 m
  - disqualifiée en demi-finale sur 200 m
- Jeux olympiques d'été de 1968 à Mexico ( Mexique)
  - 8e sur 100 m
  - éliminée en demi-finale sur 200 m
  -  Médaille d'argent en relais 4 × 100 m

### Jeux panaméricains
- Jeux panaméricains de 1963 à São Paulo ( Brésil)
  -  Médaille d'argent sur 100 m
  -  Médaille d'argent sur 200 m
  -  Médaille d'argent en relais 4 × 100 m
- Jeux panaméricains  de 1967 à Winnipeg ( Canada)
  -  Médaille d'argent sur 100 m
  -  Médaille de bronze sur 200 m
  -  Médaille d'or en relais 4 × 100 m

### Jeux d'Amérique centrale et des Caraïbes
- Jeux d'Amérique centrale et des Caraïbes de 1962 à Kingston ( Jamaïque)
  -  Médaille d'or sur 100 m
  -  Médaille d'argent en relais 4 × 100 m
- Jeux d'Amérique centrale et des Caraïbes de 1966 à San Juan ( Porto Rico)
  -  Médaille d'or sur 100 m
  -  Médaille d'argent sur 200 m
  -  Médaille d'argent en relais 4 × 100 m
- Jeux d'Amérique centrale et des Caraïbes de 1970 à Panama ( Panama)
  -  Médaille d'or sur 100 m
  -  Médaille d'or sur 200 m
  -  Médaille d'or en relais 4 × 100 m

### Championnats d'Amérique centrale et des Caraïbes d'athlétisme
- -  Médaille d'argent en relais 4 × 100 m
- Championnats d'Amérique centrale et des Caraïbes d'athlétisme 1967 à Kingston ( Jamaïque)
  -  Médaille d'or sur 100 m
  -  Médaille d'argent sur 200 m
  -  Médaille d'argent en relais 4 × 100 m
- Championnats d'Amérique centrale et des Caraïbes d'athlétisme 1969 à La Havane ( Cuba)
  -  Médaille d'or sur 100 m
  -  Médaille d'or sur 200 m
  -  Médaille d'or en relais 4 × 100 m

## Records
| Épreuve    | Performance | Lieu   | Date            |
| ---------- | ----------- | ------ | --------------- |
| 100 mètres | 11 s 41     | Mexico | 14 octobre 1968 |
| 200 mètres | 23 s 39     | Mexico | 17 octobre 1968 |